# 菲利普·弗朗茨 (萨尔姆-霍斯特马尔)
菲利普·弗朗茨·弗里德里希·康拉德·威廉·克洛维（德語：Philipp Franz Friedrich Conrad Wilhelm Chlodwig；1909年3月31日—1996年11月8日），出生于瓦尔雷尔。萨尔姆-霍斯特马尔亲王。是萨尔姆-霍斯特马尔亲王奥托二世与妻子索尔姆斯-巴鲁西女伯爵罗莎的第三子。
1037年7月2日，菲利普·弗朗茨在上奥地利与卡斯特尔-卡斯特尔女伯爵玛丽·特丽丝结婚，有四子，1979年离婚。
- 菲利普·奥托·柳特波德·卡尔·克里斯托弗·汉斯·鲁佩特（Philipp Otto Luitpold Karl Christoph Hans Ruppert，1938年6月2日－）；
- 古斯塔夫·弗里德里希·格奥尔格·海因里希·路德维希·斐迪南·弗朗茨（Gustav Friedrich Georg Heinrich Ludwig Ferdinand Franz， 1942年10月22日－）；
- 约翰·克里斯托弗·乌多·阿尔布雷希特·卡尔·阿道夫（Johann Christof Udo Albrecht Karl Adolf， 1949年7月27日－）；
- 卡洛斯·斐德里科（Carlos Federico，1965年2月11日－）。